# Травянистое
Травянистое — деревня в Уржумском районе Кировской области в составе Пиляндышевского сельского поселения.

## География
Находится в левобережье Вятки на правом берегу реки Кильмезь на расстоянии примерно 33 километра на восток-юго-восток от районного центра города Уржум.

## История
Известна с 1926 года, когда в ней учтено дворов 16 и жителей 60, в 1989 отмечено 26 жителей. 

## Население
Постоянное население  составляло 12 человек (русские 84%) в 2002 году, 5 в 2010.